# Zamorska mačka
Zamorska mačka (znanstveno ime Chlorocebus pygerythrus) je opica Starega sveta iz družine Cercopithecidae, ki izvira iz Afrike. Izraz "zamorska mačka" se uporablja tudi za vse člane rodu Chlorocebus. Pet različnih podvrst je mogoče najti večinoma po vsej južni Afriki, pa tudi v nekaterih vzhodnih državah. Uvedli so jih na Floridi, Sveti Krištof in Nevis, Barbadosu in Zelenortskih otokih. Te večinoma rastlinojede opice imajo črne obraze in sivo barvo dlak na telesu, ki segajo po dolžini telesa od približno 40 cm za samice do približno 50 cm za samce.
Poleg vedenjskih raziskav na naravnih populacijah, zamorske mačke služijo kot nečloveški model primatov za razumevanje genetskega in družbenega vedenja ljudi. Opazili so, da imajo človeške lastnosti, kot so hipertenzija, anksioznost ter družbena in odvisna uporaba alkohola. Živijo v družbenih skupinah, ki segajo od 10 do 70 posameznikov, pri čemer se samci v času spolne zrelosti preselijo v druge skupine. Študije, opravljene na zamorskih mačkah, vključujejo njihovo komunikacijo in alarmne klice, zlasti v zvezi s prepoznavanjem sorodnikov in skupin ter opazovanjem posebnih plenilcev.

## Taksonomija
Zamorska mačka je bila prej razvrščena kot Cercopithecus aethiops, zdaj pa je bila preimenovana in preklasificirana kot Chlorocebus. Chlorocebus pygerythrus in Chlorocebus cynosuros sta prav tako veljala za konspecifične ali kot podvrste razširjene Ch. etiops. Različne taksone se razlikujejo po barvi dlake in drugih morfoloških značilnostih. Značilnosti Ch. Etiopsi napredujejo v Ch. Pygerythrus, kjer se njuna območja srečajo, s čimer se odločimo, ali so tiste, za katere je splošno znano, da se pojavljajo v Keniji, dejansko Ch. Ethiops je težko; živali v istem tropu so lahko razvrščene kot ena ali druga vrsta, in Ch. Pygerythrus se lahko križa tudi s Ch. Tantal, kjer se njihova območja srečajo.
Colin Groves je v tretji izdaji knjige Sesalci sveta (Mammals of the World ) prepoznal spodnjih pet podvrst opic:
- Chlorocebus pygerythrus excubitor
- Ch. p. hilgerti iz južne Kenije[6]
- Ch. p. nesiotes
- Ch. p. pygerythrus iz Južne Afrike, Bocvane, Lesota in Esvatinija.
- Ch. p. rufoviridis iz Mozambika[ in Ugande ima izrazito rdečkasto obarvan hrbet, ki je temnejši proti dnu repa.

Groves uporablja Ch. str. Hilgerti za vse vzhodnoafriške zamorske mačke razen otoške podvrste Ch. str. Ekskubitor in Ch. str. Nezioti. Ime Ch. str. Centralis naj bi imel prednost in da je Ch. str. Hilgerti treba omejiti na populacijo južne Etiopije.

### Sinonimi
Ch. Pygerythrus, kot Cercopithecus aethiops, je bil tudi prej razdeljen na štiri podvrste:
- C. a. pygerythrus iz Južne Afrike (Zahodni rt, vzhodni rt, severni rt in južni KwaZulu-Natal) in Lesoto; naj bi imel bledo obarvane okončine ter bele roke in stopala (čeprav naj bi bile tudi roke črne s posipom sivkastih dlak), ter sivkasto barvo telesa z oljčnim leskom.
- C. a. cloetei, iz severnega KwaZulu-Natal, Eswatinija in severne Južne Afrike; je temnejši, s sivo-rjavimi pikami in temnimi nogami.
- C. a. marjoriae, iz južne Bocvane in severozahodne province Južne Afrike; je blede barve (svetlo pepelno siva).
- C. a. ngamiensis,[8] iz severovzhodne Bocvane in Okavanga; ima bleda stopala in rumenkast hrbet, rep pa je temnejši (zlasti proti konici) kot pri drugih južnih zamorskih mačkah.

Te podvrste niso več priznane in so sinonim za Ch. str. Pigerythrus.
Ch. p. pygerythrus, as Cercopithecus aethiops, was also formerly divided into four

## Opis
Zamorska mačka zelo spominja na svetega langurja (tudi hanuman), ima črn obraz z belim robom dlake, medtem ko je njegova splošna barva dlak večinoma sivo-siva. Vrsta kaže spolni dimorfizem; samci so večji po teži in dolžini telesa in jih lahko prepoznamo po turkizno modri mošnji. Odrasli samci tehtajo med 3,9 in 8,0 kg, v povprečju 5,5 kg in imajo dolžino telesa med 420 in 600 mm, povprečno 490 mm od vrha glave do dna repa. Odrasle samice tehtajo med 3,4 in 5,3 kg in povprečno 4,1 kg  in merijo med 300 in 495 mm, v povprečju 426 mm.

## Vedenje

### Socialno vedenje
Ko samci dosežejo spolno zrelost, se preselijo v sosednje skupine. Pogosto se samci gibljejo z bratom ali vrstnikom, verjetno zaradi zaščite pred agresijo samcev in samic rezidenčne skupine. Skupine, ki so predhodno premestile samce, kažejo bistveno manj agresije ob prihodu drugega samca. V skoraj vsakem primeru se samci preselijo v sosednje skupine. To očitno povečuje koristi v zvezi s razdaljo, hkrati pa zmanjšuje količino genetske variance, kar povečuje verjetnost parjenja v sorodstvu.[15]
Samice ostanejo v svojih skupinah vse življenje. Za vsak spol najdemo ločene prevladujoče hierarhije. Hierarhije samcev določajo starost, trajanje v skupini, borbene sposobnosti in zavezniki, medtem ko so hierarhije samic odvisne od samičinega socialnega statusa. Velik delež interakcij se zgodi med posamezniki, ki so podobno uvrščeni in so tesno povezani. Med nepovezanimi posamezniki obstaja konkurenca samic za negovanje članov visokih družin, verjetno zato, da bi pridobile večji dostop do virov. Ta opažanja kažejo, da je individualno prepoznavanje možno in omogoča diskriminacijo genetske sorodnosti in družbenega statusa. Interakcije med različnimi skupinami so spremenljive, od zelo agresivnih do prijaznih. Poleg tega se zdi, da so posamezniki sposobni prepoznati medskupinske vokalizacije in prepoznati, od in kateri opici je vsak klic namenjen, tudi če klic opravi pododrasel samec, ki bo verjetno prenesel skupine. To nakazuje, da člani znotraj skupine aktivno spremljajo dejavnosti drugih skupin, vključno z gibanjem posameznikov znotraj skupine.
Znotraj skupin je agresija usmerjena predvsem na posameznike, ki so nižje v hierarhiji. Ko je posameznik star tri leta ali več, je veliko večja verjetnost, da bo vpleten v konflikt. Konflikt se pogosto pojavi, ko en član skupine pokaže agresijo do bližnjega sorodnika drugega. Poleg tega lahko tako samci kot samice agresijo preusmerijo na posameznike, pri katerih sta oba imela bližnje sorodnike, ki so bili prej vpleteni v konflikt. To nakazuje na kompleksno prepoznavanje ne le posameznikov, ampak tudi povezav med posamezniki. To ne nakazuje, da je prepoznavanje individualnih sorodstvenih vezi drugih možno, temveč da prihaja do diskriminacije družbenih odnosov.

### Alarmni klici in prepoznavanje potomcev
Zamorske mačke imajo štiri potrjene plenilce: leoparde, orle, pitone in pavijane. Opazovanje vsakega plenilca izzove akustično razločen alarmni klic. Kot dojenčki se ljubljenčki naučijo izvajati različne klice samo z opazovanjem, brez izrecnega varstva. Pri eksperimentiranju z nezanesljivimi signalizatorji so se posamezniki navadili na nepravilne klice določenega posameznika. Čeprav je bil odziv za določenega plenilca zmanjšan, če nezanesljiv posameznik sproži alarm za drugega plenilca, se člani skupine odzovejo, kot da je klicatelj alarma dejansko zanesljiv. To kaže na to, da so zamorske mačke sposobne prepoznati in se odzvati ne le na individualni klic, ampak tudi na semantiko tega, kar posameznik sporoča. Zamorske mačke naj bi imele do 30 različnih alarmnih klicev. V divjini so jih opazili, kako drugače kličejo, ko vidijo, da se približuje človek, zaradi česar so raziskovalci verjeli, da lahko opice zaščitniki razlikujejo med različnimi kopenskimi in letečimi plenilci.
Matere lahko prepoznajo svoje potomce samo po kriku. Mladičev krik izzove reakcijo pri vseh materah, vendar je imela mladičeva lastna mati krajšo latenco pri pogledu v smeri krika, kot tudi podaljšano trajanje pogleda. Poleg tega so opazili, da matere pomagajo svojim potomcem v konfliktu, vendar le redko pomagajo drugim mladičem. Druge matere očitno lahko določijo, kateri materi pripada potomec. Opazili so, da posamezniki gledajo proti materi, katere potomci ustvarjajo krik.

### Sorodniška razmerja
Bratje in sestre verjetno zagotavljajo prevladujoče družbene odnose med razvojem. Znotraj družbenih skupin so interaktivne enote mati-potomci in sorojenci ločeni skupini. Sorojenci so zelo podporni in prijazni, vendar si konkurirajo. Tekmovanja vključujejo predvsem dodeljevanje sredstev po odstavitvi s strani matere. Na primer, bratje in sestre se sprejo glede časa za nego, ki jim ga dodeli njihova mati. Potomci se običajno ne rodijo v izredno neposredni časovni bližini zaradi medporodnega obdobja matere. Ta čas je mogoče zmanjšati z uporabo vzgoje. Jasnost družine in sorodstva znotraj skupine lahko deluje kot oblika zavezništva, ki bi bilo glede na negovanje relativno nizko. Druga zavezništva so prikazana v konfliktu z agresivnimi posamezniki, ki so delovali proti tesno povezanim bratom in sestro.
Vzgoja je proces, ko drug posameznik poleg matere skrbi za mladiča. Mladiči so v skupinah zamorskih mačk tarča velike pozornosti. Dneve po rojstvu vsak član skupine vsaj enkrat pregleda mladiča z dotikom ali vohanjem. Medtem ko vsi člani skupine sodelujejo pri skrbi za mladiče, so mladoletne samice, ki še nimajo menstruacije, odgovorne za večino vzgoje. Korist je vzajemna za mater in za vse matere. Matere, ki uporabljajo vzgiteljice, lahko skrajšajo svoja medporodna obdobja, čas med zaporednimi porodi. Hkrati pa te pridobivajo izkušnje pri vzgoji mladičev in bodoimele več uspeha pri vzgoji lastnih potomcev. Mladoletne samice se razlikujejo glede na mladiča, ki ga izberejo za vzgojo in običajno izberejo brate in sestre ali mladiče visokih posameznikov. Ko mati dovoli svoji mladoletni hčerki, da postane vzgojiteljica za novorojenega brata in sestre, mati zmanjša lastno naložbo v mladiča, hkrati pa poveča možnosti za uspešno vzgojo svoje nezrele hčerke.
Babice in vnuki si delijo četrtino svojih genov, zato bi morala obstajati večja verjetnost, da bodo oblikovali partnerske odnose kot nepovezani člani v skupini. Ne samo, da se mladiči pogosteje približujejo svojim babicam kot nepovezanim članom, imajo raje tudi svoje babice v primerjavi z drugimi odraslimi sorodniki, ne vključno z lastnimi materami. Dodatne raziskave so pokazale, da babice ne dajejo prednosti spolom svojih vnukov. Babice višjega ranga so v primerjavi z babicami nižjega ranga pokazale več zanimanja za skrb za svoje vnuke. Prisotnost babic je bila povezana z zmanjšanjem umrljivosti mladičev 

### Zlobnost
Zlobna dejanja so v živalskem kraljestvu izjemno redka. Pogosto posredno korist pridobi posameznik, ki deluje 'zlobno', ali njegov bližnji sorodnik. Opazili so, da zamorske mačke uničijo konkurentov vir hrane, namesto da bi ga same zaužile ali ukradle. Medtem ko se pri uničevanju hrane izgublja energija, pridobi posameznik prednost zaradi povečanja konkurenčne prednosti. To bi bilo primerno za samca, ki bi ga priseljenci samci lahko razselili znotraj svoje skupine.

### Razmnoževanje
Samice zamorske mačke nimajo zunanjih znakov, ki bi kazali na estrus, zato se ne pojavljajo dodelana družbena vedenja, ki vključujejo razmnoževanje. Običajno samica rodi enkrat letno, med septembrom in februarjem, po približno 165 dneh gestacije. Običajno se naenkrat rodi le en mladič, čeprav se lahko redko pojavijo dvojčki. Običajni mladič tehta 300–400 gramov.

## Ekologija

### Prehrana
Opica se prehranjuje predvsem rastlinojedo, živi večinoma z divjimi plodovi, cvetovi, listi, semeni in semenskimi stroki. Na kmetijskih območjih postanejo problematične živali, saj napadajo fižol, grah, mlad tobak, zelenjavo, sadje in žita. Živalska hrana v njihovi prehrani vključuje kobilice in termite. Opaženi so bili napadi kravjih čapelj (Bubulcus ibis ) in ptic tkalcev, kjer zamorske mačke jedo jajca in piščance.
Seznam nekaterih naravnih živilskih rastlin in dela rastline, ki se jedo, v Južni Afriki:
- Vachellia erioloba – semena in stroki
- Aloe spp – nektar (cvetje)
- Celtis africana – sadje
- Colophospermum mopane – semena
- Deinbollia oblongifolia – sadje
- Euphorbia ingens – sadje
- Euphorbia tirucalli – sadje
- Ficus abutilifolia – fige
- Ficus sur – fige
- Ficus sycomorus – fige
- Grewia caffra – sadje
- Harpephyllum caffrum – sadje
- Hyphaene coriacea – sadje
- Phoenix reclinata – sadje
- Protorhus longifolia – sadje
- Rhus chirindensis – sadje
- Sclerocarya birrea – sadje
- Strelitzia nicolai – mehki deli cvetov
- Ximenia caffra – sadje
- Ziziphus mucronata – sadje

### Razširjenost in habitat
Opica je razširjena po večjem delu južne in vzhodne Afrike, najdemo jo od Etiopije, Somalije in skrajnega južnega Južnega Sudana do Južne Afrike. Ne najdemo jih zahodno od Velikega tektonskega jarka ali reke Luangwa, kjer jih nadomesti sorodni Chlorocebus cynosuros. Zamorska mačka živi v savani, obrežnih gozdovih, obalnih gozdovih in gorah do 4000 m. So prilagodljive in lahko obstanejo v sekundarni in/ali zelo razdrobljeni vegetaciji, vključno z obdelanimi območji, včasih pa jih najdemo tako v podeželskem kot v mestnem okolju. Ugotovljeno je bilo, da je letna velikost območja doma kar 176 ha, s povprečno gostoto populacije 54,68 živali/km².
Uvedene zamorske mačke so naturalizirane na Zelenortskih otokih, Sveti Krištof in Nevis ter Barbadosu. Dania Beach na Floridi je dom približno 40 uvedenih zamorskih mačk.

## Odnos z ljudmi
Opice se uporabljajo za biomedicinske raziskave. Številni ljudje, ki živijo v neposredni bližini njihovih kolonij, jih vidijo kot škodljivce, saj jim kradejo hrano. Visoke globe na nekaterih območjih jih odvračajo od ubijanja.
Njihov status po IUCN je najmanj ogrožena vrsta.
Ta vrsta je bila znana v Starem Egiptu, vključno z gorovjem ob Rdečem morju in dolino Nila. Iz fresk, najdenih v Akrotiriju na sredozemskem otoku Santorini, je dokaz, da je bila zamorska mačka prebivalcem tega naselja znana okoli leta 2000 pred našim štetjem; to dejstvo je najbolj opazno zaradi dokazov o zgodnjih stikih med Egiptom in Akrotirijem. Izkopavanja iz Berenike, rimsko-egiptovskega pristaniškega mesta na obali Rdečega morja, datirana v konec 1. stoletja našega štetja kažejo, da so bile v tistem času zamorske mačke hišni ljubljenčki.

## Galerija
- Odrasel samec v Južni Afriki
- Pogled od spredaj na lobanjo
- Stranski pogled na lobanjo
- Zamorske mačke v rezervatu Samburu
- Samec opice z modro mošnjo